# Strażnica WOP Hermanowice
Strażnica Wojsk Ochrony Pogranicza Stanisławczyk/Hermanowice – zlikwidowany podstawowy pododdział Wojsk Ochrony Pogranicza pełniący służbę graniczną na granicy polsko-radzieckiej.
Strażnica Straży Granicznej w Hermanowicach – zlikwidowana graniczna jednostka organizacyjna Straży Granicznej realizująca zadania bezpośrednio w ochronie granicy państwowej z Ukrainą.

## Formowanie i zmiany organizacyjne
Strażnica została sformowana w 1945 w strukturze 35 komendy odcinka jako 160 strażnica WOP (Stanisławczyk) o stanie 56 żołnierzy. Kierownictwo strażnicy stanowili: komendant strażnicy, zastępca komendanta do spraw polityczno-wychowawczych i zastępca do spraw zwiadu. Strażnica składała się z dwóch drużyn strzeleckich, drużyny fizylierów, drużyny łączności i gospodarczej. Etat przewidywał także instruktora do tresury psów służbowych oraz instruktora sanitarnego. W rejon granicy wymaszerowała z Przemyśla 1 marca 1946.
W związku z reorganizacją oddziałów WOP, 24 kwietnia 1948 162 strażnica OP Stanisławczyk została włączona w struktury 31 batalionu Ochrony Pogranicza, a 1 stycznia 1951 jako 159 strażnica WOP Hermanowice 262 batalionu WOP w Przemyślu. 
Od 15 marca 1954 wprowadzono nową numerację strażnic. Strażnica II kategorii otrzymała numer 159.
W 1964 w Hermanowicach stacjonowała placówka WOP nr 3 26 Przemyskiego Oddziału Wojsk Ochrony Pogranicza.
W 1976 odtwarzano brygady na granicy ze Związkiem Radzieckim. Na bazie 26 Przemyskiego Oddziału WOP sformowano Bieszczadzką Brygadę WOP. W jej strukturach, na bazie Placówki WOP Hermanowice zorganizowano Strażnicę WOP Hermanowice.
Straż Graniczna:
Po rozwiązaniu w 1991 Wojsk Ochrony Pogranicza, strażnica w Hermanowicach weszła w podporządkowanie Bieszczadzkiego Oddziału Straży Granicznej i przyjęła nazwę Strażnica Straży Granicznej w Hermanowicach (Strażnica SG w Hermanowicach)..
W wyniku realizacji kolejnego etapu zmian organizacyjnych w Straży Granicznej w 2002, strażnica uzyskała status strażnicy SG I kategorii. 25 września 2002 funkcjonariusze SG w Hermanowicach przenieśli się do nowego obiektu.
Jako Strażnica Straży Granicznej w Hermanowicach funkcjonowała do 23 sierpnia 2005 i 24 sierpnia 2005 Ustawą z 22 kwietnia 2005 O zmianie ustawy o Straży Granicznej... została przekształcona na Placówkę Straży Granicznej w Hermanowicach (PSG w Hermanowicach).

## Ochrona granicy
Straż Graniczna:
Z chwilą utworzenia Bieszczadzkiego Oddziału Straży Granicznej w Przemyślu, 16 maja 1991 Strażnica SG w Hermanowicach ochraniała odcinek granicy państwowej z Ukrainą od znaku granicznego nr 529 do znaku gran. nr 485.

### Terytorialny zasięg działania
Linia rozgraniczenia:
1. Ze strażnicą SG w Medyce: włącznie znak gran. nr 529, dalej granicą gmin Medyka i Żurawica oraz Przemyśl Wieś, Przemyśl i Krasiczyn.
2. Ze strażnicą SG w Ustrzykach Dolnych: wyłącznie znak gran. nr 485, dalej granicą gmin Fredropol i Krasiczyn oraz Ustrzyki Dolne i Bircza.

## Strażnice sąsiednie
- 159 strażnica WOP Torki ⇔ 161 strażnica WOP Kalwaria – 1946
- 161 strażnica OP Medyka ⇔ 163 strażnica OP Sierakośce – 1949
- 158 strażnica WOP Medyka ⇔ 160 strażnica WOP Sierakościce – 1954
- 4 placówka WOP Medyka ⇔ 2 placówka WOP Krościenko – 01.01.1960
- 4 placówka WOP Medyka ⇔ 2 placówka WOP Krościenko – 01.01.1964

Straż Graniczna:
- Strażnica SG w Medyce ⇔ Strażnica SG w Ustrzykach Dolnych – 16.05.1991[10].

## Komendanci/dowódcy strażnicy
- Eugeniusz Wróbel (12.08.1970–31.05.1976)[11]
- kpt./mjr Tadeusz Dańczak[12]  (1.03.1987–był 31.07.1990)[13].

Komendanci strażnicy SG:
- por. SG Edward Kowalczyk (od 1991)[14].